# Mound Bridge
Die Mound Bridge ist eine Straßenbrücke nahe der schottischen Ortschaft Golspie in der Council Area Highland. 1971 wurde die Brücke in die schottischen Denkmallisten in der höchsten Denkmalkategorie A aufgenommen.

## Geschichte
Der schottische Ingenieur Thomas Telford wurde im frühen 19. Jahrhundert mit zahlreichen Projekten zur Verbesserung der Verkehrsinfrastruktur in Schottland betraut. 1813 sollte die Fährverbindung bei Littleferry über die Mündung des Fleet in den Dornoch Firth ertüchtigt werden. Das Projekt war Teil der Strecke von Edinburgh nach Thurso (heutige A9; „Highland Highway“). Der lokale Gutsherr George Leveson-Gower, Marquess of Stafford, der später zum ersten Duke of Sutherland erhoben wurde, schlug statt der Ertüchtigung der Fähranleger die Errichtung eines Damms über die Mündung des sich zur Lagune Loch Fleet aufweitenden Fleets mit einer abschließenden Brücke rund vier Kilometer nordwestlich vor.
Telford übernahm diesen Vorschlag und der Damm The Mound („Der Wall“) und die Mound Bridge wurden 1813 errichtet. Er gilt als Vorlage für Telfords Plan zur Errichtung des Stanley Embankment zwischen den walisischen Inseln Anglesey und Holy Island in den 1820er Jahren. Die Fertigstellung der Mound Bridge und des Damms verzögerte sich. Nachdem zu Beginn des Junis 1816 das letzte Teilstück eingesetzt worden war, wurde der Überweg am 26. Juni desselben Jahres durch eine zeremonielle Kutschfahrt der Gräfin von Sutherland über die Brücke eröffnet. Bis zu 600 Arbeiter aus der Region fanden bei dem Projekt eine Beschäftigung. Die Gesamtbaukosten betrugen 9290 £.
1834 sollte die Brücke verlängert und als Siel ertüchtigt werden. Nach einem Entwurf Joseph Mitchells wurde die vierbogige Brücke um zwei Bögen ergänzt. Die Kosten für die Arbeiten inklusive der Installation eines Klappensystems, welches gegen die Flussrichtung sperrt, samt der beiden Steuerhäuser an den Brückenenden beliefen sich auf 12.500 £. Zu diesen trug der Grundbesitzer George Sutherland-Leveson-Gower, 2. Duke of Sutherland 8000 £ bei. Durch das Siel konnte ein Flutgebiet von rund 160 Hektar entwässert werden. Das Land blieb jedoch ungenutzt, sodass sich dort Erlen und Weiden ansiedelten, wodurch schließlich der Wald Mound Alderwoods entstand. Das manuell gesteuerte Klappensystem (jeweils drei Klappen je Strang) wurde 2004 automatisiert. Die ursprüngliche Mechanik wurde an das Dornoch Museum sowie das Institution of Civil Engineers Museum der Heriot-Watt University abgegeben und dort ausgestellt.
Die Mound Bridge wurde im Laufe des 20. Jahrhunderts durch einen Brückenneubau wenige Meter flussabwärts ersetzt, über welchen heute die A9 verläuft. Sie erfüllt heute keine wesentliche infrastrukturelle Funktion mehr. 1902 wurde die aus Dornoch kommende Dornoch Light Railway eröffnet. Ihre Trasse war über den Damm und die Mound Bridge geführt und endete am heute aufgelassenen Bahnhof The Mound (heute an der Far North Line) vor der Nordseite der Brücke. Der Streckenbetrieb wurde im Juni 1960 eingestellt.

## Beschreibung
Die Mound Bridge quert die Mündung des Fleet in den Loch Fleet. Sie befindet sich rund sechs Kilometer südwestlich von Golspie. Von Südwesten führt der etwa 900 Meter lange und sieben Meter hohe Damm zur Brücke hin. Seine Basis ist rund 55 Meter weit. Der Mauerwerksviadukt überspannt den Fleet mit sechs ausgemauerten Segmentbögen mit Stützweiten von 3,7 Metern. Seine flussaufwärts weisenden Pfeiler sind mit Eisbrechern ausgeführt. Brüstungen begrenzen das Brückendeck, welches eine Lichte Breite von 4,6 Metern aufweist.

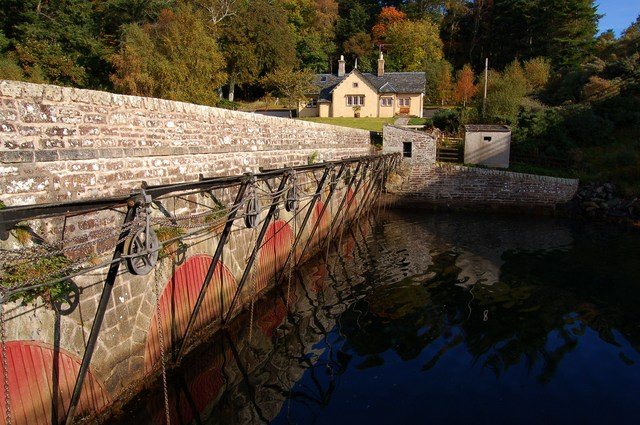
Südostflanke mit geschlossenen Klappen
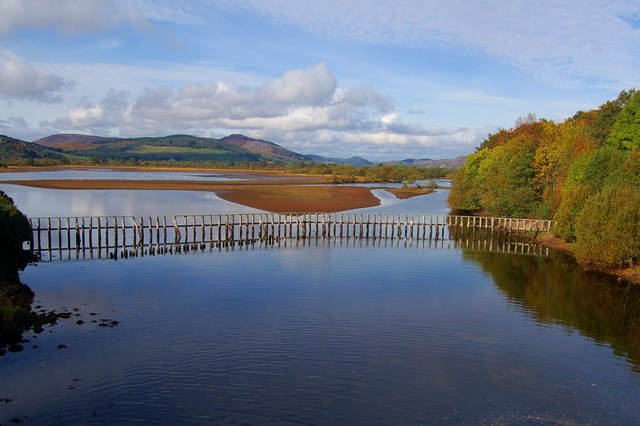
Blick auf den oberen Loch Fleet und die Mound Alderwoods
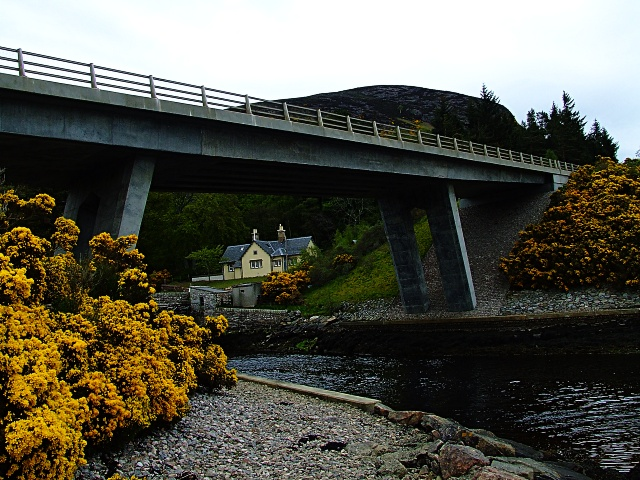
Moderne Brücke als Ersatz der Mound Bridge